# Louis-Lucien Klotz
Louis-Lucien Klotz (ur. 11 stycznia 1868 w Paryżu  – zm. 15 czerwca 1930 tamże) – francuski polityk, minister finansów podczas I wojny światowej.
Urodził się jako syn alzackich Żydów. Jego brat, Victor pracował jako handlarz jedwabiem. Louis nie zgodził się pomagać bratu w interesach i wstąpił na studia prawnicze. Po ich zakończeniu wstąpił jako sędzia paryskiego sądu apelacyjnego (fr. Cour d'Appel). W 1888 roku założył czasopismo Vie Franco-Russe zajmujące się popularyzacją sojuszu francusko-rosyjskiego. W 1892 roku został mianowany na stanowisko edytora Voltaire, a w 1895 założył czasopismo patriotyczne Français Quotidien,  popierające i nawołujące do zwiększenia ochrony interesów Francji na arenie międzynarodowej.
W 1893 roku Louis nieudanie kandydował na stanowisko posła do Zgromadzenia Narodowego z okręgi paryskiego. W 1898 roku otrzymał mandat posła z okręgu Montdidiee z ramienia centroprawicowej Partii Radykalnej (RAD).
W 1910 roku został mianowany po raz pierwszy ministrem finansów. Stanowisko to obejmował jeszcze czterokrotnie, w tym w latach 1917-1920, kiedy Francja była uwikłana w I wojną światową. Po wojnie był jednym z negocjatorów warunków zapłaty niemieckich reparacji wojennych. Jego polityka wobec Niemiec opierała się na wypowiedzianej przez niego formuły „Le Boche paiera” (dosł. Szwaby zapłacą).
W 1924 roku opublikował własne wspomnienia w pamiętniku De la guerre à la paix (pl. Od wojny do pokoju).
Po przejściu na emeryturę rozpoczął karierę spekulanta, podczas której stracił wszystkie swoje oszczędności. W 1929 roku został skazany na dwa lata więzienia za fałszerstwo czeków.